# Greigia mulfordii
Greigia mulfordii L.B.Sm. è una pianta della famiglia delle Bromeliacee, diffusa in Ecuador e Colombia.

## Tassonomia
Sono state descritte le seguenti varietà:
- Greigia mulfordii var. mulfordii
- Greigia mulfordii var. macrantha L.B.Sm.